# Simon Crane
Simon Crane (Twickenham, 1960) è un attore e stuntman britannico.

## Biografia
Crane nacque nel 1960 a Twickensham, nel Middlesex, dal dottor John Crane e l'attrice Hillary Crane.

### Carriera[2]
Compare per la prima volta nel mondo del cinema come attore nel 1973 in un episodio della serie televisiva Z Cars. Il suo primo impiego come stuntman lo ha nel 1985 nel film 007 - Bersaglio mobile ed in seguito otterrà molti ruoli da stuntman in vari film, tra cui Aliens - Scontro finale (1986), 007 - Zona pericolo (1987), Willow (1988) e Batman (1989), mentre nel 1993 ottiene il suo primo ruolo come coordinatore degli stuntman in un episodio della serie televisiva Le avventure di Sherlock Holmes. Sempre con questo ruolo parteciperà a molti altri film tra cui Braveheart - Cuore impavido (1995), Titanic (1997, in cui ha anche il ruolo d'attore interpretando il quarto ufficiale Joseph Boxhall) e Salvate il soldato Ryan (1998).     
Inoltre ha partecipato ad altri film come assistente regista, regista, produttore e nel reparto effetti speciali.

## Filmografia parziale

### Attore
- Titanic, regia di James Cameron (1997)

### Stuntman
- Willow (1988)
- Cliffhanger - L'ultima sfida (1993)
- GoldenEye (1995)
- La carica dei 101 - Questa volta la magia è vera (1996)
- Titanic (1997)
- Lara Croft: Tomb Raider (2001)
- Via dall'incubo (2002)